# Herbert Ninaus
Herbert Ninaus (Voitsberg, 31 de março de 1937 - 24 de abril de 2014) foi um futebolista e treinador austríaco que atuava como meia.

## Carreira
Herbert Ninaus fez parte do elenco da Seleção Austríaca na Copa do Mundo de 1958. 